# ФК Амур-2010 (Благовещенск)
ФК „Амур-2010“ е футболен отбор от гр. Благовещенск, Амурска област, Русия.
Основан е през 2010 г. на мястото на закрития ФК Амур (Благовещенск). През първия си сезон играе в ЛФЛ, зона Далечен изток. В 2011 г. „Амур“ получава професионален лиценз и заиграва във 2-ра дивизия. Клубните цветове са черно и жълто.